# Cynorkis subtilis
Cynorkis subtilis là một loài thực vật có hoa trong họ Lan. Loài này được Bosser mô tả khoa học đầu tiên năm 2004.